# Восточноавстралийский луциан
Восточноавстралийский луциан, или прелестный луциан (лат. Lutjanus adetii), — вид лучепёрых рыб из семейства луциановых. Распространены в прибрежных водах вдоль восточного побережья Австралии и Новой Каледонии. Максимальная длина тела 50 см.

## Описание
Тело веретенообразное, умеренно высокое, его высота укладывается 2,5—2,7 раз в стандартную длину тела. Рыло немного заострённое. Предглазничная кость относительно широкая, её ширина обычно больше диаметра глаза. Хорошо развиты предглазничные выемка и выпуклость. Зубы на сошнике расположены в форме треугольника, без срединного выступа. Язык с зубами. На первой жаберной дуге 27—29 жаберных тычинок, из них 19—20 на нижней части (включая рудиментарные). В спинном плавнике 10 жёстких и 14 мягких лучей. В анальном плавнике 3 жёстких и 8 мягких лучей. Задний край спинного и анального плавников закруглённый. В грудных плавниках 17 мягких лучей. Хвостовой плавник выемчатый. Над боковой линей 8—9 рядов чешуй, которые косо поднимаются к спинной поверхности.
Максимальная длина тела 50 см, обычно около 30 см.
Спина и верхняя часть тела окрашены в оливково-коричневатый цвет, бока и брюхо от беловатого до розового цвета. Вдоль боков тела от заднего края крышки до хвостового стебля проходит золотисто-коричневая или жёлтая полоса шириной немного меньше диаметра глаза. Вокруг глаз жёлтая или оранжевая область, распространяющаяся до окончания рыла. Кончики спинного и анального плавников белые. 

## Биология
Обитают в областях скалистых и коралловых рифов на глубине до 20 м. В дневные часы образуют большие скопления у рифовых обнажений. В ночные часы рассредоточиваются для питания.
Впервые созревают при длине тела от 20 до 30 см. В прибрежных водах Новой Каледонии нерестятся с августа до февраля, наиболее интенсивно в ноябре — январе.
Максимальная продолжительность жизни 40 лет.

## Ареал
Распространены в прибрежных водах вдоль восточного побережья Австралии от севера Большого Барьерного рифа (Квинсленд) до Сиднея (Новый Южный Уэльс), а также в Тасмановом море (остров Лорд-Хау) и у берегов Новой Каледонии.

## Взаимодействие с человеком
Представляет интерес для спортивной рыбалки. У побережья Новой Каледонии ведётся местный промысел с использованием ярусов и жаберных сетей.
Международный союз охраны природы присвоил этому виду охранный статус «Вызывающий наименьшие опасения».